# Django (miniserie televisiva)
Django è una miniserie televisiva italo-francese creata da Leonardo Fasoli e Maddalena Ravagli. Coproduzione Sky e Canal+, è una rivisitazione in lingua inglese dell'omonimo film italiano del 1966 di Sergio Corbucci.

## Trama
Texas, fine 1800. Django, un pericoloso ricercato, arriva a New Babylon, una città fondata da John Ellis, dove ogni sorta di emarginati sono i benvenuti a prescindere dalle loro origini o credenze.

## Personaggi e interpreti

### Principali
- Julian Wright / Django, interpretato da Matthias Schoenaerts, doppiato da Alberto Bognanni.
Uomo in cerca della figlia Sarah dopo che il resto della sua famiglia è stata assassinata.
- John Ellis, interpretato da Nicholas Pinnock, doppiato da Francesco De Francesco.
Ex schiavo e fondatore di New Babylon, accogliente città per gli emarginati di qualsiasi ambiente.
- Sarah Wright, interpretata da Lisa Vicari (adulta) e da Maya Kelly (giovane), doppiata da Katia Sorrentino (adulta) e da Giulietta Rebeggiani (giovane).
Figlia perduta di Django, in procinto di sposare John Ellis.
- Elizabeth Thurmann, interpretata da Noomi Rapace, doppiata da Perla Liberatori.
Signora di Elmdale, profondamente religiosa e acerrima nemica di John Ellis.
- Seymour Ellis, interpretato da Jyuddah Jaymes, doppiato da Davide Perino.
Figlio di mezzo di John e che prova un forte sentimento per Sarah, sua coetanea.
- Elijah Turner, interpretato da Tom Austen, doppiato da Marco Vivio.
Fratello di Margaret, innamorato di Julian.
- Oscar Beaunney, interpretato e doppiato da Manuel Agnelli[N 1].
Gentiluomo della Louisiana e migliore amico di Walter che trova la sua fortuna nei giacimenti di petrolio.
- Jan, interpretato e doppiato da Franco Nero[N 2].
Reverendo ed ex medico.
- Capitano Parisi, interpretato e doppiato da Vinicio Marchioni[N 3].
Capitano dell'esercito confederato.
- Rosario, interpretato e doppiato da Thomas Trabacchi[N 4].
Siciliano emigrato negli Stati Uniti.

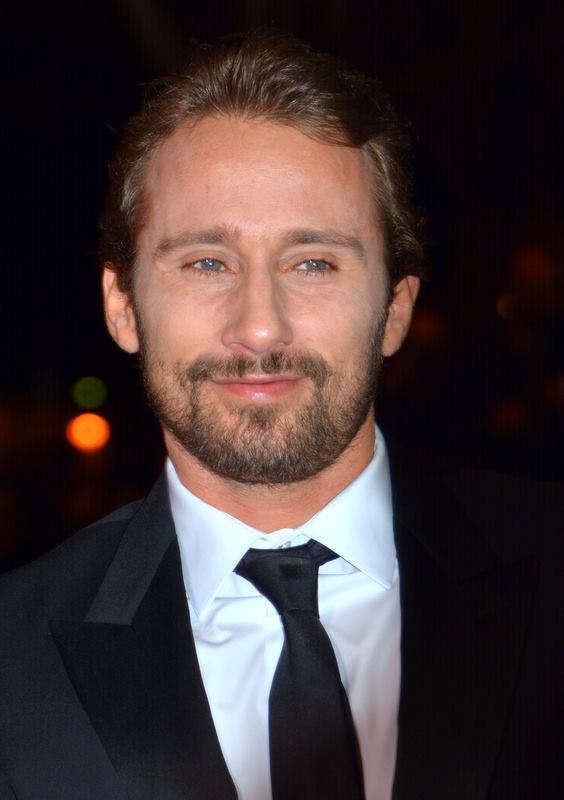
Matthias Schoenaerts
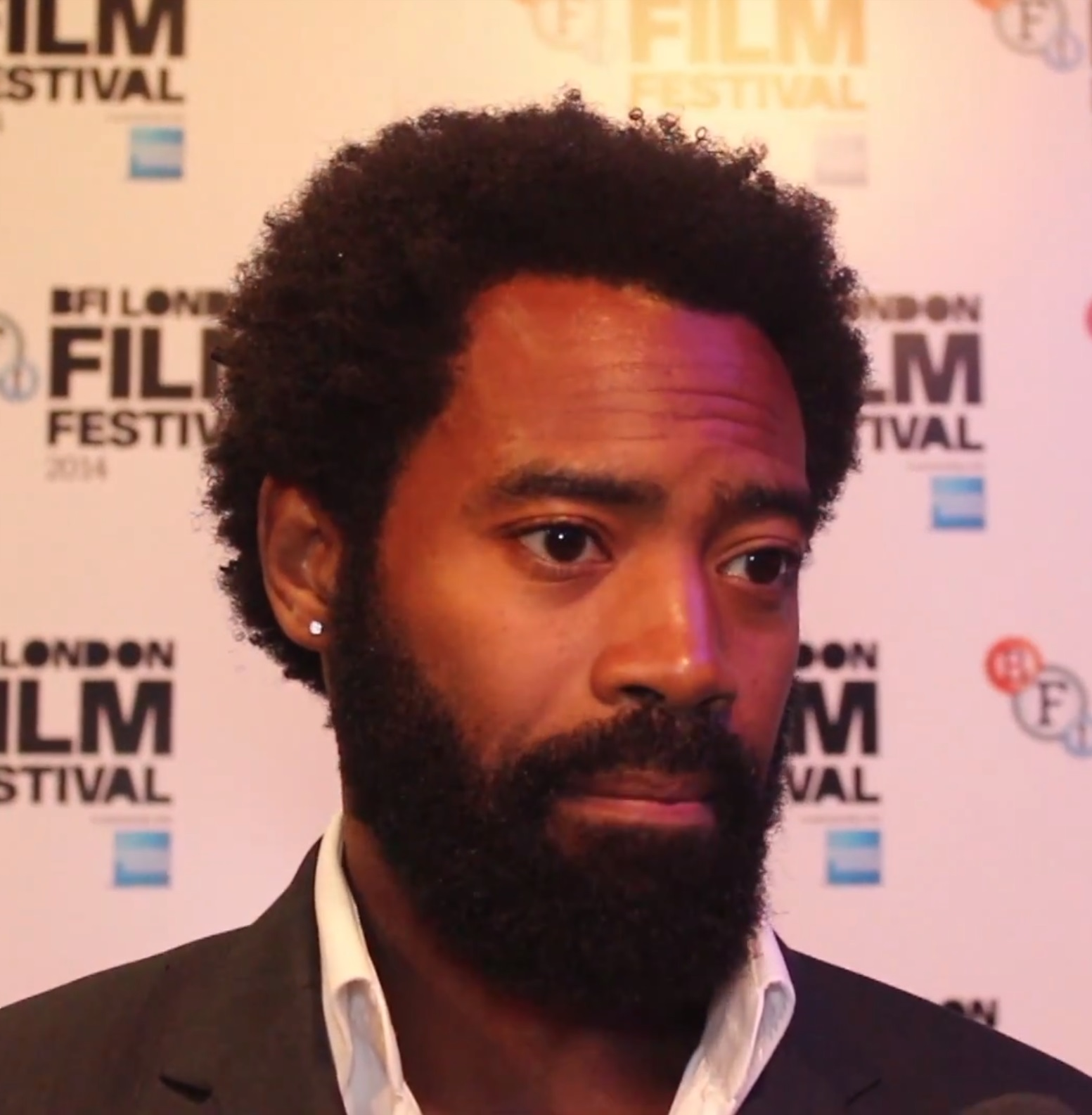
Nicholas Pinnock
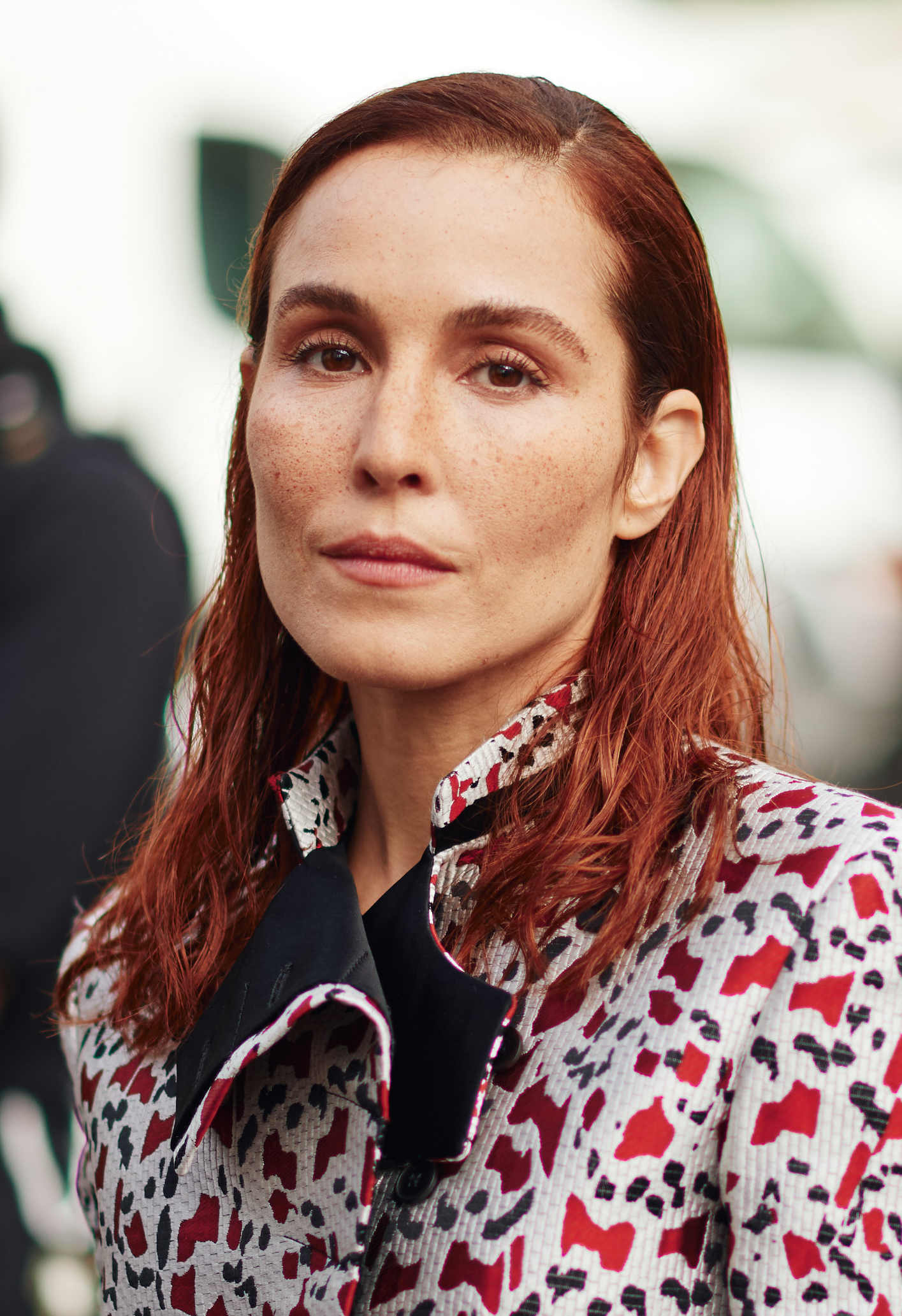
Noomi Rapace
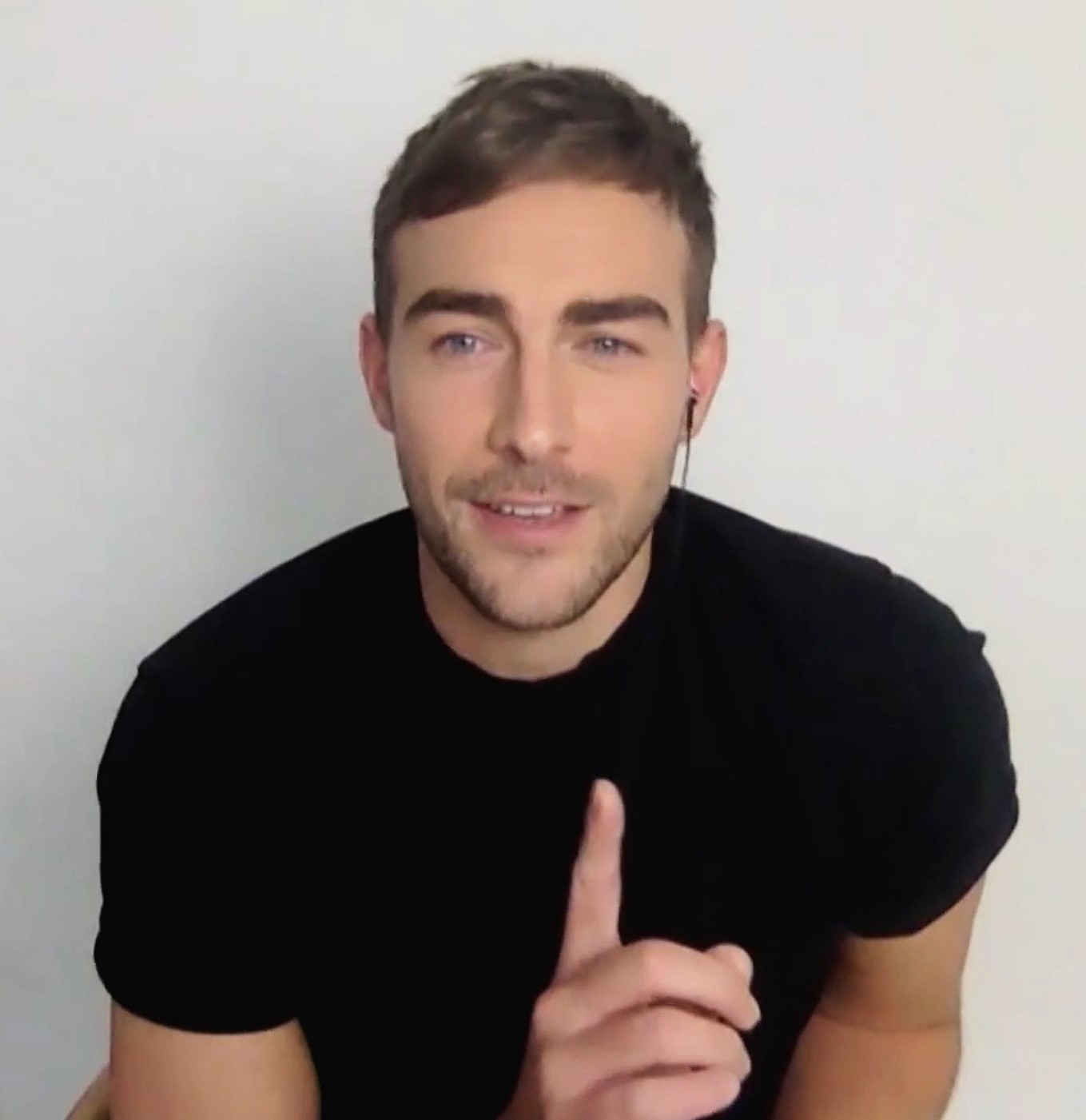
Tom Austen

### Ricorrenti
- Kevin Ellis, interpretato da Benny Opoku-Arthur, doppiato da Stefano Broccoletti.
Figlio di John in contrasto col fratello Seymour.
- Philip Ellis, interpretato da Eric Kole, doppiato da Dimitri Winter.
Secondogenito di John e sceriffo di New Babylon.
- Adam Thurmann, interpretato da Joshua J Parker, doppiato da Daniele Di Matteo.
Unico figlio di Elizabeth, non vedente e amante della musica.
- Jess, interpretata da Abigail Thorn.
Donna transgender e prima persona amichevole con Django all'arrivo a New Babylon.
- Margaret Wright, interpretata da Camille Dugay.
Moglie di Julian e madre di Sarah.
- Aaron, interpretato da Dakota Trancher Williams, doppiato da Federico Boccanera.
Ex schiavo accolto da Elizabeth e il solo amico di Adam.

## Produzione

### Sviluppo
Nell'aprile 2015 la serie è stata annunciata da Sky e Canal+ come coproduzione italo-francese da Cattleya e Atlantique Productions. Originariamente consisteva in una serie da dodici episodi con potenziali future stagioni. Maddalena Ravagli ha scritto il trattamento della serie insieme a Francesco Cenni e Michele Pellegrini liberamente ispirato al film del 1966 Django diretto da Sergio Corbucci, mentre Leonardo Fasoli ha steso la sceneggiatura con la Ravagli. Francesca Comencini è stata ingaggiata per dirigere le prime quattro puntate della miniserie e anche come direttrice artistica.

### Cast
Nel febbraio 2021 è stato annunciato che Matthias Schoenaerts era stato assunto per interpretare il protagonista Django. Nel maggio seguente si sono uniti al cast anche Noomi Rapace, Nicholas Pinnock e Lisa Vicari.

### Riprese
La produzione ha lavorato con la Frame Film di Bucarest per coordinare le riprese in Romania. Inizialmente pianificate dal novembre 2020 al dicembre 2021, i preparativi delle sono iniziati solo nel febbraio 2021. Django è una delle maggiori produzioni televisive in Romania. La produzione ha sfruttato gli incentivi rumeni per il rimborso in contanti e una riapertura anticipata alle produzioni internazionali senza requisiti di quarantena, a condizione che le vaccinazioni contro il COVID-19 fossero state completate.
Le scenografie dei set sono state progettate da Paki Meduri, che ha ricostruito New Babylon a Racoș utilizzando metodi di costruzione dell'epoca per creare scenari simili al vecchio West. La lavorazione iniziò nel maggio 2021. Ulteriori riprese sono state realizzate a Bucarest e nell'area del Danubio.

## Colonna sonora
I Mokadelic hanno composto la colonna sonora originale.
1. The Rise of New Babylon 2:29
2. Django Fight 2:07
3. The Stranger 3:27
4. .God Bless You 1:03
5. Dreams Again 4:19
6. Another Black Body Buried 2:56
7. Prayer for Forbidden Dreams 2:34
8. Absolute Red 1:49
9. The Promised Land 1:24
10. New Happiness 1:11
11. Secrets and Snakes 2:07
12. Far Contested Lands 2:40
13. Guns Vs. Arrows 2:56
14. It Will Be the Biggest City In the World 0:42
15. Mexican Standoff 2:41
16. Lake Ambush 1:51
17. All Lost 1:11
18. This Land Is Cursed 0:48
19. Another Black Body Buried (Choir Version) 3:11
20. Another Threat 2:12
21. Seymour Is Back 4:26
22. God Bless You (Reprise) 2:08
23. The Heavy Sky of Great Plains 2:01
24. Knowing Django 2:25
25. Now I Remember 3:47
26. The War 2:07
27. The Rise of New Babylon (Strings Version) 2:07
28. Prayer for Forbidden Dreams (Part B) 2:52
29. The Denied God 2:10
30. That F**king Rig 1:24
31. I Don't Give Up 1:25
32. Love Blood and Bones 1:32
33. Brothers in Lies 2:06
34. The New West

## Promozione
Il trailer finale è stato diffuso online il 17 gennaio 2023.

## Distribuzione
Le prime due puntate della miniserie sono state presentate in anteprima alla Festa del Cinema di Roma il 16 ottobre 2022. In Francia ha debuttato sul canale via cavo francese Canal+ il 13 febbraio 2023. In Italia è trasmessa dal 17 febbraio 2023 su Sky Atlantic.